# Hösbach
Hösbach è un comune tedesco di 13 337 abitanti, situato nel land della Baviera.